# Kurixalus bisacculus
Kurixalus bisacculus es una especie de anfibio de la familia Rhacophoridae. Habita en Camboya, India, Tailandia y, posiblemente, también en Laos y Birmania.